# 千ヶ瀬町
- 千ヶ瀬町
- 千ケ瀬町

千ヶ瀬町（ちがせまち）は、東京都青梅市に存在する地名である。現行行政地名は千ヶ瀬町一丁目から千ヶ瀬町六丁目。郵便番号は198-0043。

## 概要
市域中央部よりやや南に位置する。中央を千ヶ瀬バイパスが横断している。地名は滝ノ上を境に西側の高い場所を「天ヶ瀬（てんがせ→あまがせ）」、東側の低い所を「地ヶ瀬（千ヶ瀬）」と呼んだことに由来する。

## 地理
立川崖線上に位置し、東青梅との高低差が非常に激しい。

## 歴史
「調布村の歴史」も参照。
- 1889年（明治22年）4月1日 - 町村制施行により、下長淵村、上長淵村、駒木野村、友田村、千ヶ瀬村、河辺村が合併し神奈川県西多摩郡調布村が成立する。千ヶ瀬村は大字千ヶ瀬となる。
- 1893年（明治26年）4月1日 - 西多摩郡が南多摩郡、北多摩郡とともに東京府へ編入する。
- 1943年（昭和18年）7月1日 - 東京都制施行。
- 1951年（昭和26年）4月1日 - 青梅町、霞村との合併により青梅市が発足。調布村は消滅。大字千ヶ瀬は調布地区に属する。
- 1968年（昭和43年）8月 - 長淵地区に新町区域指定、町名変更実施。大字千ヶ瀬は千ヶ瀬町一丁目から千ヶ瀬町六丁目に変更[7]。
- 1978年（昭和53年） - 千ヶ瀬バイパス（東青梅 - 滝ノ上町間）開通。

## 世帯数と人口
2021年（令和3年）3月1日現在の世帯数と人口は以下の通りである。
| 町丁           | 世帯数    | 人口    |
| -------------- | --------- | ------- |
| 千ヶ瀬町一丁目 | 660世帯   | 1,387人 |
| 千ヶ瀬町二丁目 | 553世帯   | 1,143人 |
| 千ヶ瀬町三丁目 | 411世帯   | 904人   |
| 千ヶ瀬町四丁目 | 481世帯   | 904人   |
| 千ヶ瀬町五丁目 | 540世帯   | 1,097人 |
| 千ヶ瀬町六丁目 | 383世帯   | 795人   |
| 計             | 3,028世帯 | 6,230人 |

## 小・中学校の学区
市立小・中学校に通う場合、学区は以下の通りとなる。
| 丁目           | 番地             | 小学校             | 中学校             |
| -------------- | ---------------- | ------------------ | ------------------ |
| 千ヶ瀬町一丁目 | 全域             | 青梅市立第二小学校 | 青梅市立第二中学校 |
| 千ヶ瀬町二丁目 | 全域             | 青梅市立第二小学校 | 青梅市立第二中学校 |
| 千ヶ瀬町三丁目 | 全域             | 青梅市立第二小学校 | 青梅市立第二中学校 |
| 千ヶ瀬町四丁目 | 全域             | 青梅市立第二小学校 | 青梅市立第二中学校 |
| 千ヶ瀬町五丁目 | 下記を除く全域   | 青梅市立第二小学校 | 青梅市立第二中学校 |
| 千ヶ瀬町五丁目 | 秋川街道より西側 | 青梅市立第一小学校 | 青梅市立第一中学校 |
| 千ヶ瀬町六丁目 | 全域             | 青梅市立第一小学校 | 青梅市立第一中学校 |

## 公共機関

### 警察
- 警視庁青梅警察署（青梅市と西多摩郡奥多摩町を管轄）
  - 千ヶ瀬駐在所

### 消防
- 東京消防庁青梅消防署
  - 第二分団 - 長淵・河辺地区

### 公園
- 東平公園
- 田端公園
- 平林公園
- 南平緑地
- 千ヶ瀬児童遊園
- 千ヶ瀬町2丁目運動広場

### 上水道
- 千ヶ瀬第二浄水場

## 経済

### 金融機関（預貯金取扱金融機関）
- 青梅信用金庫千ヶ瀬支店
- 西武信用金庫千ヶ瀬支店

### 商業施設
- マルフジ千ヶ瀬店、マクドナルド千ヶ瀬マルフジ店
- セブンイレブン千ヶ瀬町4丁目店、6丁目店
- ファミリーマート青梅千ヶ瀬店
- マツモトキヨシ青梅千ヶ瀬店
- セリア 青梅千ケ瀬店

## 学校教育

### 幼稚園・幼児園
私立
- 福島学園幼稚園

### 保育園
私立
- ちがせ保育園 - 2016年4月1日、千ヶ瀬第1保育園と千ヶ瀬第2保育園を統合[9]。

### 中学校
市立
- 青梅市立第二中学校

### 学童保育施設
- 千ヶ瀬学童保育所（千ヶ瀬町）[10]

## 交通

### 道路
- 東京都道5号新宿青梅線（青梅街道・千ヶ瀬バイパス）
- 東京都道32号秋川青梅線（秋川街道）
- 東京都道45号奥多摩青梅線（下奥多摩橋通り）

### バス
- 西東京バス 青梅駅方面・青梅市民斎場方面

## 名所
- 雪おんな縁の地 - 小泉八雲の怪談「雪おんな」は、英語版の序文によれば武蔵国西多摩郡調布村の百姓が語った土地の古い言い伝えとされる。物語の中に出てくる渡し船は、多摩川のもので、調布橋の下流にあった千ヶ瀬の渡しに比定されるとして、千ヶ瀬町の調布橋のたもとには、2002年3月10日、「雪おんな縁の地」の碑が設置された[11][12][13][14]。

## 寺社

### 神社
- 千ヶ瀬神社
- 諏訪神社
- 武尊神社
- 日枝神社

### 寺院
- 聚徳院
- 妙光寺
- 宗建寺

## その他
- JR青梅線の千ヶ瀬踏切は千ヶ瀬町にはなく、東青梅五丁目にある。